# Schloss Saint-Fargeau

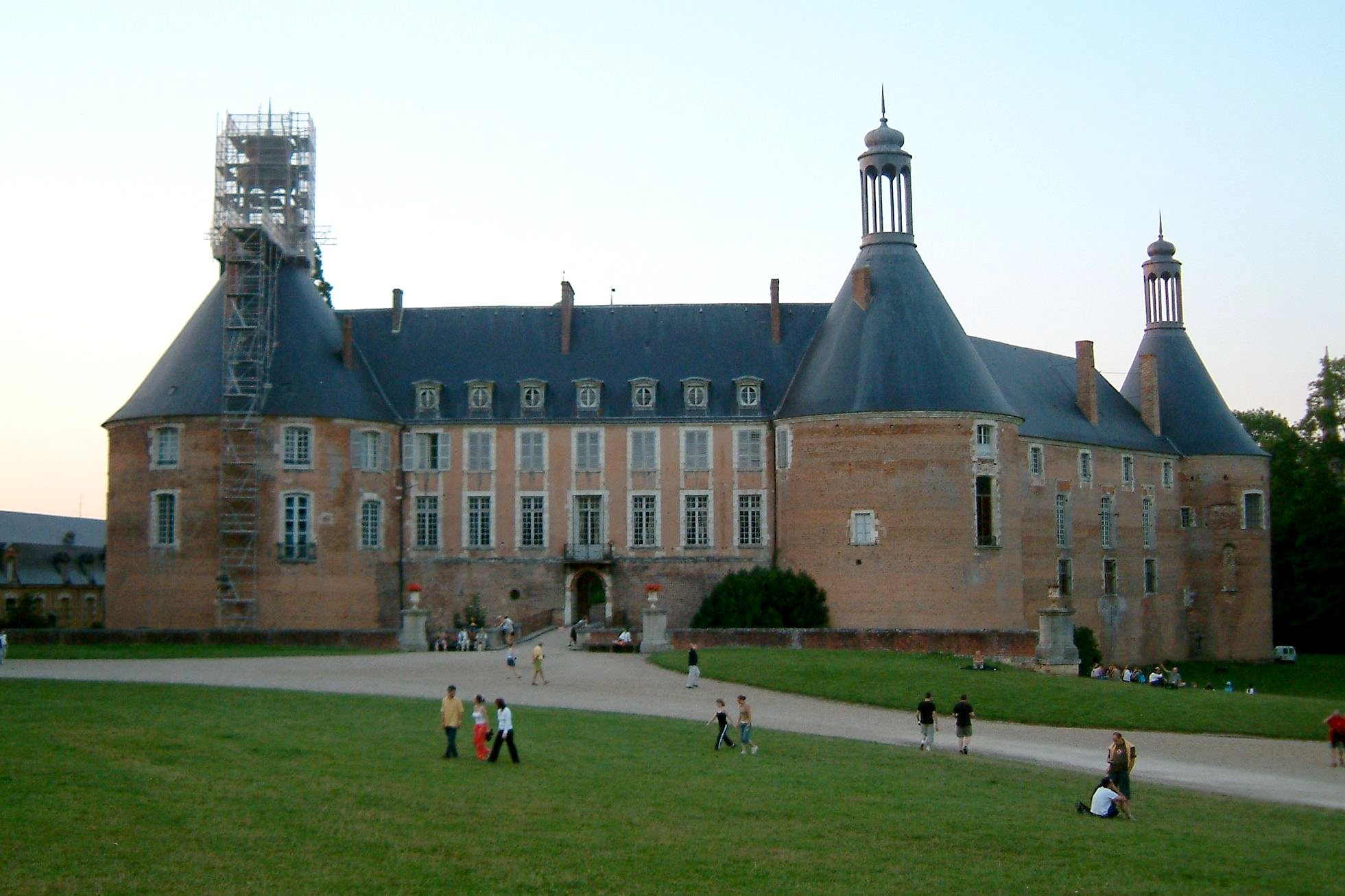
Ansicht des Schlosses

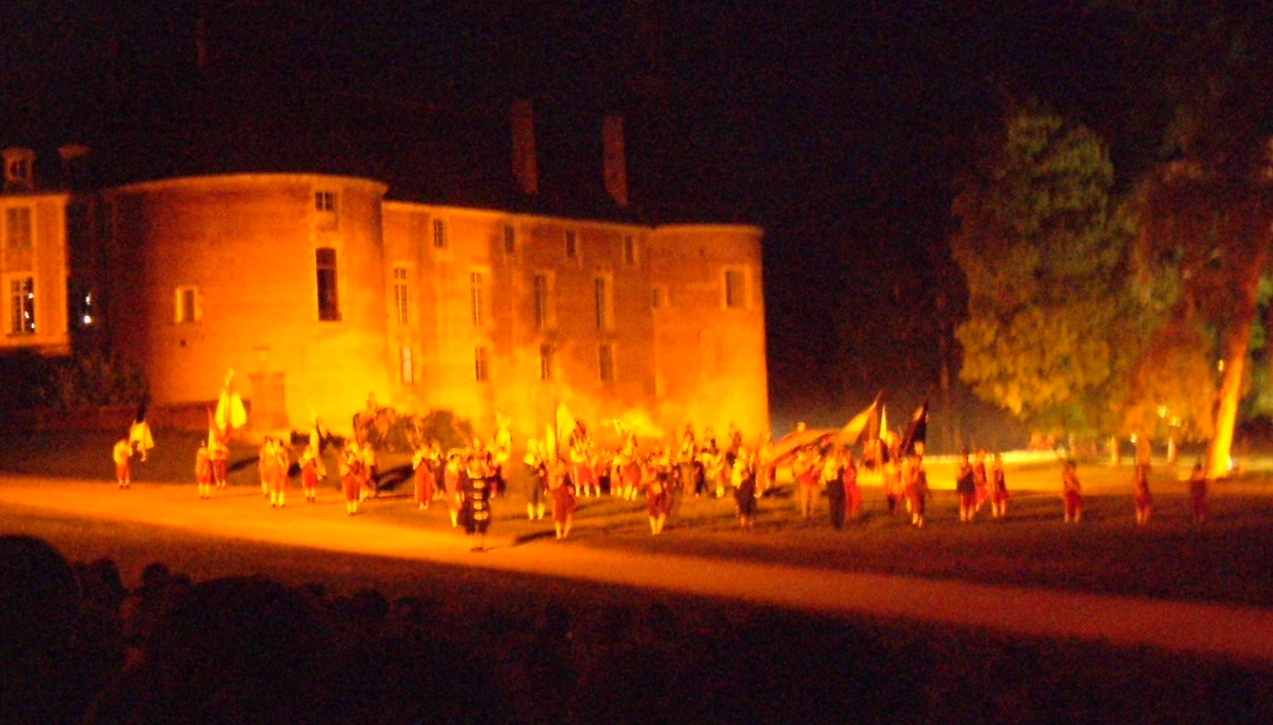
Sommerspektakel

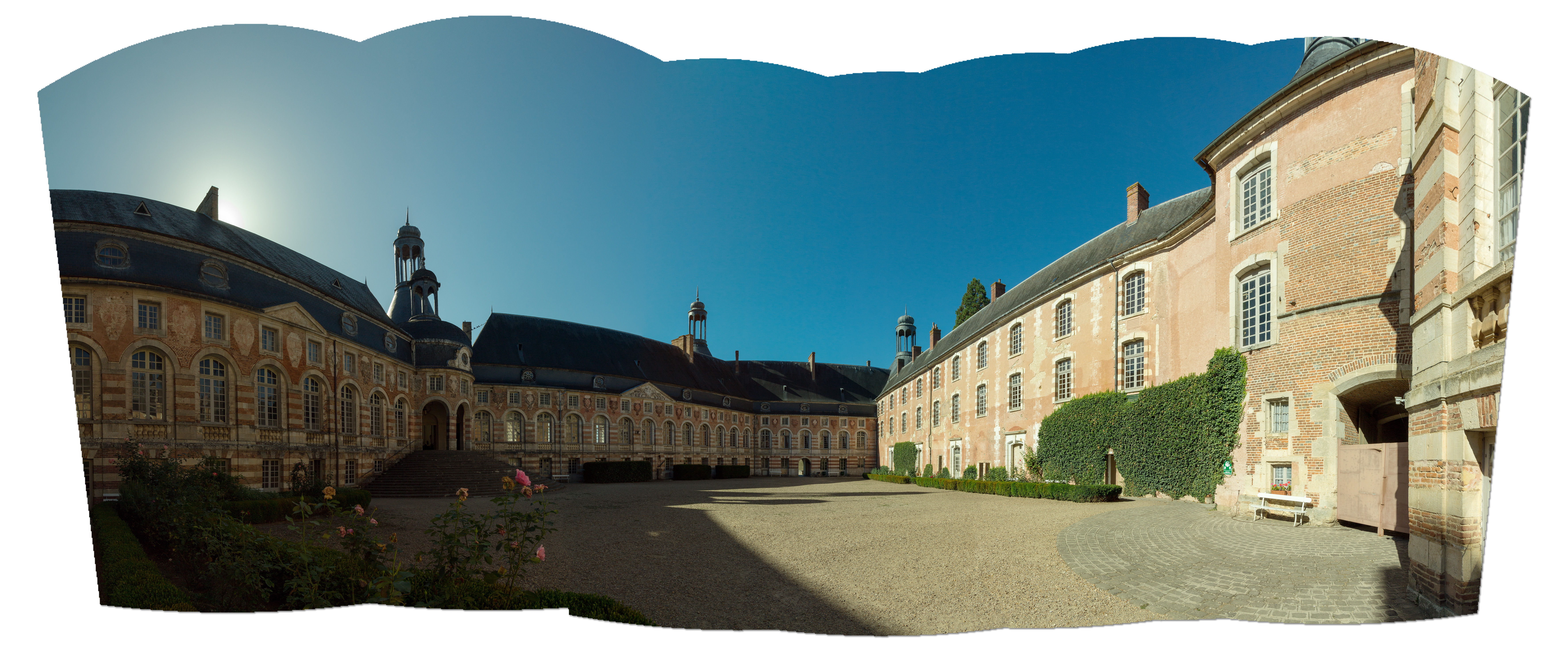
Panorama des Innenhofs Schloss Saint-Fargeau (Sept. 2016)

Das Schloss Saint-Fargeau (französisch Château de Saint-Fargeau) ist ein französisches Schloss in Saint-Fargeau im burgundischen Département Yonne.

## Geschichte
Die Anfänge des Schlosses gehen auf ein befestigtes Jagdhaus des Bischofs Héribert d’Auxerre zurück, das im Jahr 980 errichtet wurde. Der heutige Bau datiert jedoch von 1453 und den Folgejahren.
1652 wurde Anne Marie Louise d’Orléans, genannt La Grande Mademoiselle, dorthin verbannt. Sie ließ das Schloss durch François Le Vau, den Bruder von Louis Le Vau, in den Jahren von 1653 bis 1657 renovieren und modernisieren.
1713 erwarb die Familie Le Pelletier den Besitz. Jean d’Ormesson verbrachte hier seine Kindheit und schrieb darüber den Roman Au plaisir de Dieu, der 1976 für das Fernsehen verfilmt wurde.
1979 wurde das baufällig gewordene Schloss von Michel Guyot erworben und in der Folge mit den Einnahmen aus einem jährlich aufgeführten historischen Sommerspektakel mit etwa 600 Akteuren, 60 Reitern und etwa 20 historischen amerikanischen Militärfahrzeugen restauriert. Die Vorstellungen finden jeweils am Wochenende statt und orientieren sich an der tausendjährigen Geschichte des Spielortes.
Das Schloss Saint-Fargeau, ein unregelmäßiges Fünfeck mit imposanten Ecktürmen, ist seit dem 5. Mai 1949 als Monument historique klassifiziert.